# Kembaran (Kebumen)
Kembaran is een bestuurslaag in het regentschap Kebumen van de provincie Midden-Java, Indonesië. Kembaran telt 1858 inwoners (volkstelling 2010).